# Шестивичест дистиход
Шестивичестите дистиходи (Distichodus sexfasciatus) са вид актиноптери от семейство Дистикодонтиди (Distichodontidae).
Те са незастрашен вид.
Таксонът е описан за пръв път от Жорж Албер Буланже през 1897 година.